# (242) Kriemhild
(242) Kriemhild ist ein Asteroid des äußeren Hauptgürtels, der am 22. September 1884 vom österreichischen Astronomen Johann Palisa an der Universitätssternwarte Wien entdeckt wurde.
Der Asteroid wurde vermutlich benannt nach Kriemhild, der Schwester Gunthers im mittelalterlichen Nibelungenlied, die den Helden Siegfried heiratete. Die Benennung erfolgte durch Moriz von Kuffner, den Besitzer einer bedeutenden privaten Sternwarte in Ottakring bei Wien.

## Wissenschaftliche Auswertung
Aus Ergebnissen der IRAS Minor Planet Survey (IMPS) wurden 1992 Angaben zu Durchmesser und Albedo für zahlreiche Asteroiden abgeleitet, darunter auch (242) Kriemhild, für die damals Werte von 38,9 km bzw. 0,24 erhalten wurden. Mit dem Satelliten Midcourse Space Experiment (MSX) wurden 1996 bis 1997 im Rahmen der Infrared Minor Planet Survey (MIMPS) Daten gewonnen, aus denen für den Asteroiden Werte für den mittleren Durchmesser und die Albedo von 48,2 km bzw. 0,16 bestimmt wurden. Eine Auswertung von Beobachtungen durch das Projekt NEOWISE im nahen Infrarot führte 2011 zu vorläufigen Werten für den Durchmesser und die Albedo im sichtbaren Bereich von 48,3 km bzw. 0,16. Nachdem die Werte nach neuen Messungen mit NEOWISE 2012 auf 34,6 km bzw. 0,31 geändert worden waren, wurden sie 2014 auf 40,8 km bzw. 0,22 korrigiert.
Photometrische Messungen des Asteroiden fanden erstmals statt vom 8. bis 16. August 2004 am Palmer Divide Observatory in Colorado. Aus der aufgezeichneten Lichtkurve wurde eine Rotationsperiode von 4,543 h abgeleitet. Weitere Beobachtungen gab es vom 2. bis 4. Dezember 2005 am Evelyn L. Egan Observatory der Florida Gulf Coast University, wo eine Periode von 4,545 h bestimmt wurde, sowie vom 21. bis 24. November 2006 am Oakley Observatory des Rose-Hulman Institute of Technology in Indiana, die zu einer Periode von 4,558 h ausgewertet wurden.

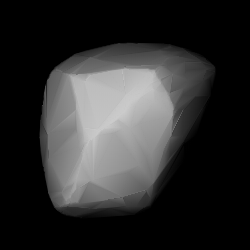
Berechnetes 3D-Modell von (242) Kriemhild

Vom 19. Januar bis 14. Februar 2007 fanden koordinierte Beobachtungen am Mt Tarana Observatory, am Bagnall Beach Observatory und am Leura Observatory, alle in Australien, sowie am Vintage Lane Observatory in Neuseeland statt. Auch hier konnte die Rotationsperiode mit einem Wert von 4,548 h bestätigt werden, ebenso wie nach erneuten Messungen vom 18. Januar bis 12. April 2007 am Evelyn L. Egan Observatory, wo man wieder eine Periode von 4,545 h ableitete.
In einer Untersuchung von 2009 konnte dann aus archivierten Daten aus dem Zeitraum 2004 bis 2008 erstmals ein dreidimensionales Gestaltmodell des Asteroiden für eine Rotationsachse mit retrograder Rotation und eine Periode von 4,5453 h berechnet werden. Aus den archivierten photometrischen Daten des United States Naval Observatory und der Catalina Sky Survey in Arizona wurde dann in einer Untersuchung von 2013 ebenfalls ein Gestaltmodell des Asteroiden, dieses Mal für zwei alternative Positionen der Rotationsachse mit retrograder Rotation, und eine Rotationsperiode von 4,54517 h bestimmt.
In neuerer Zeit wurden dann noch einmal photometrische Messungen am 11. und 12. April 2017 durch die APT Observatory Group an zwei Observatorien in Spanien durchgeführt, wo die bereits bekannte Periode mit einem Wert von 4,547 h bestätigt wurde. Auch die Achsenverhältnisse eines dreiachsig-ellipsoidischen Gestaltmodells wurden hier berechnet.
Zwischen 2012 und 2018 wurden mit der All-Sky Automated Survey for Supernovae (ASAS-SN) auch photometrische Daten von 20.000 Asteroiden aufgezeichnet. Auf mehr als 5000 davon konnte erfolgreich die Methode der konvexen Inversion angewendet werden, darunter auch (242) Kriemhild, für die in einer Untersuchung von 2021 ein verbessertes dreidimensionales Gestaltmodell für eine Rotationsachse mit retrograder Rotation und einer Periode von 4,54516 h berechnet wurde. Aus archivierten Daten des Asteroid Terrestrial-impact Last Alert System (ATLAS) aus dem Zeitraum 2015 bis 2018 konnte in einer Untersuchung von 2022 mit der Methode der konvexen Inversion eine Rotationsperiode von 4,5452 h bestimmt werden.